# Henry Brügmann
Henry Brügmann (* 16. August 1933 in Hamburg) ist ein deutscher SPD-Politiker und ehemaliger Abgeordneter der Hamburgischen Bürgerschaft.

## Leben
Henry Brügmann besuchte in Hamburg Volks-, Berufs- und Fachschule. Nach einer Maurerlehre bildete er sich weiter zum Maurermeister und zum Hochbautechniker. 1963 ging er als Technischer Angestellter in die Hamburger Baubehörde und trat in die Gewerkschaft ÖTV ein. Die Kollegen wählten ihn zum Personalratsvorsitzenden der Behörde und weiter in den Hauptpersonalrat der Hansestadt. Brügmann ist verheiratet und hat zwei Söhne.

## Politik
1967 trat Brügmann in die SPD ein. Zu seinen verschiedenen Parteiämtern gehörte der Vorsitz des Ortsvereins Harburg. Von 1970 bis 1978 war er Mitglied der Bezirksversammlung im Bezirk Harburg.
Von 1978 bis 1982 gehörte er der Hamburgischen Bürgerschaft an, da er das Mandat eines Senators vertrat (die Bürgerschaftsmandate von Senatoren ruhen in Hamburg seit 1971 verfassungsgemäß). Er engagierte sich vor allem im Eingabenausschuss, im Verkehrsausschuss  und im Ausschuss für den öffentlichen Dienst. Nachdem die Abgeordnete Sonja Pape am 10. September 1986 ihr Mandat niederlegte, übte er statt ihrer bis zum Ende der Wahlperiode im Dezember des Jahres erneut das Bürgerschaftsmandat eines Senators aus.
Im März 1999 wurde er Vorsitzender des Harburger Bezirks-Senioren-Beirats. Er wurde in diesem Amt Nachfolger von Elisabeth Ostermeier. Der parteiübergreifende Seniorenbeirat setzt sich zur Aufgabe, die Belange der älteren Generation in der Öffentlichkeit und gegenüber der Verwaltung zu vertreten.